# Pierre-David Lemazurier
Pierre-David Lemazurier (né le 30 mars 1775 et mort le 7 août 1836) est un écrivain, historien et biographe du théâtre français.
Il fut secrétaire du comité d'administration de la Comédie-Française.